# Guioa discolor
Guioa discolor är en kinesträdsväxtart som beskrevs av Ludwig Radlkofer. Guioa discolor ingår i släktet Guioa och familjen kinesträdsväxter. Inga underarter finns listade i Catalogue of Life.